# Федерация Боснии и Герцеговины
Федера́ция Бо́снии и Герцегови́ны (босн. и хорв. Federacija Bosne i Hercegovine слушатьо файле, серб. Федерација Босне и Херцеговине) — государственное образование на территории бывшей югославской республики Босния и Герцеговина, созданное в результате Вашингтонского соглашения 1994 года. В некоторых СМИ именуется неофициальным названием Мусульмано-хорватская федерация. В состав Федерации вошли территории, контролировавшиеся официальными властями Республики Босния и Герцеговина, и территории самопровозглашённой Хорватской республики Герцег-Босна. Столица — Сараево. Площадь составляет 26 076 км². В Федерации проживают 2,4 млн человек. Денежной единицей является конвертируемая марка.
Фактически не имеет никаких признаков федерации, поскольку в 1994 году были федерированы в общее государство не  существующие сейчас административные единицы (кантоны), а мусульманское и хорватское де-факто независимые государственные образования с неопределёнными, постоянно меняющимися в ходе вооружённого конфликта границами. То есть речь идёт о федерации народов, а не о федерации тех государств, которые прекратили своё существование в 1994 году в результате объединения. Сербы также считаются одним из государствообразующих народов Федерации, в своё время это было связано с желанием боснийских мусульман при помощи их союзников, проводивших военную операцию против сербов, в дальнейшем интегрировать в состав Федерации и сербов тоже. Но это не удалось сделать вооружённым путём, поэтому в 1995 году сербы получили статус отдельного от Федерации образования (энтитета), а статус сербов в Федерации, составляющих там только 3 % населения, остался лишь формальностью. 
Граничит на западе и севере (через анклавы Посавского кантона) с Хорватией, на севере и востоке — с Республикой Сербской. Имеет небольшой выход к Адриатическому морю — около 24,5 км береговой линии.

## Кантоны
- Унско-Санский
- Посавский
- Тузланский
- Зеницко-Добойский
- Боснийско-Подринский
- Среднебоснийский
- Герцеговино-Неретвенский
- Западногерцеговинский
- Сараевский
- Герцегбосанский

## Население
Федерации Боснии и Герцеговины принадлежит 51 % территории Боснии и Герцеговины и проживает 62,1 % населения.
| Кантоны                        | Площадь кв.км. | 1991      | 2006       | 2011       | 2013 (перепись) |
| ------------------------------ | -------------- | --------- | ---------- | ---------- | --------------- |
| Федера́ция Бо́снии и Герцегови́ны | 26 110,5       | 2 720 074 | ↘2 325 018 | ↗2 338 270 | ↗2 371 603      |
| Унско-Санский                  | 4125,0         | 343 317   | ↘287 135   | ↗287 835   | ↗299 343        |
| Посавский                      | 324,6          | 59 478    | ↘41 339    | ↘39 585    | ↗48 089         |
| Тузланский                     | 2649,0         | 493 887   | ↗496 982   | ↗499 221   | ↘477 278        |
| Зеницко-Добойский              | 3343,3         | 477 868   | ↘401 576   | ↘399 856   | ↘385 067        |
| Боснийско-Подринский           | 504,6          | 40 205    | ↘34 477    | ↘32 818    | ↘25 336         |
| Среднебоснийский               | 3189,0         | 340 072   | ↘256 351   | ↘254 003   | ↗273 149        |
| Герцеговино-Неретвенский       | 4401           | 267 590   | ↘228 570   | ↘224 902   | ↗236 278        |
| Западногерцеговинский          | 1362,2         | 88 992    | ↘82 058    | ↘81 414    | ↗97 893         |
| Сараевский                     | 1276,9         | 492 983   | ↘414 246   | ↗438 757   | ↘438 443        |
| Кантон 10                      | 4934,9         | 115 682   | ↘82 284    | ↘79 879    | ↗90 727         |

| Год переписи | Босняки   | %    | Хорваты | %     | Сербы   | %    | Югославы | %   | Другие | %   | Всего     |
| ------------ | --------- | ---- | ------- | ----- | ------- | ---- | -------- | --- | ------ | --- | --------- |
| 1991         | 1 423 593 | 52,3 | 594 362 | 21,9  | 478 122 | 17,6 | 161 938  | 5,9 | 62 059 | 2,3 | 2 720 074 |
| 2013         | 1 562 372 | 70,4 | 497 883 | 22,44 | 56 550  | 2,41 |          |     | 79 838 | 3,6 | 2 219 220 |